# Muille-Villette
Muille-Villette és un municipi francès situat al departament del Somme i a la regió dels Alts de França. L'any 2007 tenia 802 habitants.

## Demografia

### Població

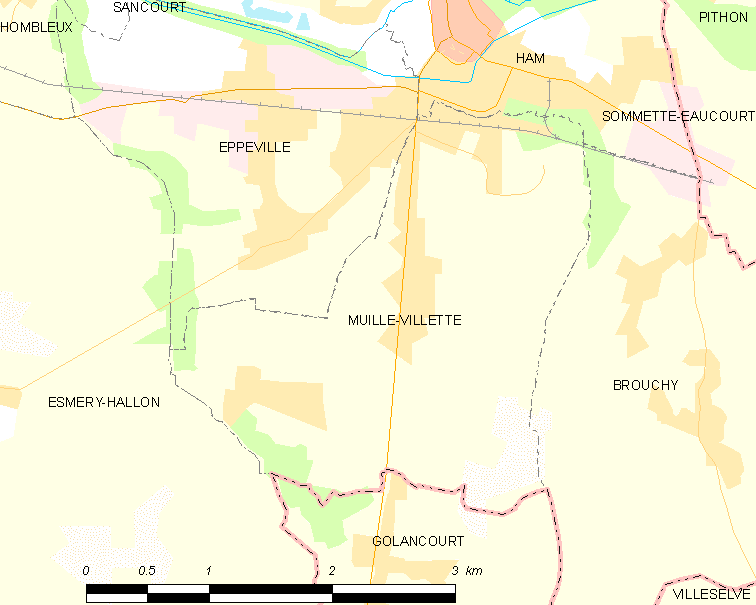
mapa del municipi

El 2007 la població de fet de Muille-Villette era de 802 persones. Hi havia 317 famílies de les quals 73 eren unipersonals (24 homes vivint sols i 49 dones vivint soles), 106 parelles sense fills, 130 parelles amb fills i 8 famílies monoparentals amb fills.
La població ha evolucionat segons el següent gràfic:
Habitants censats

### Habitatges

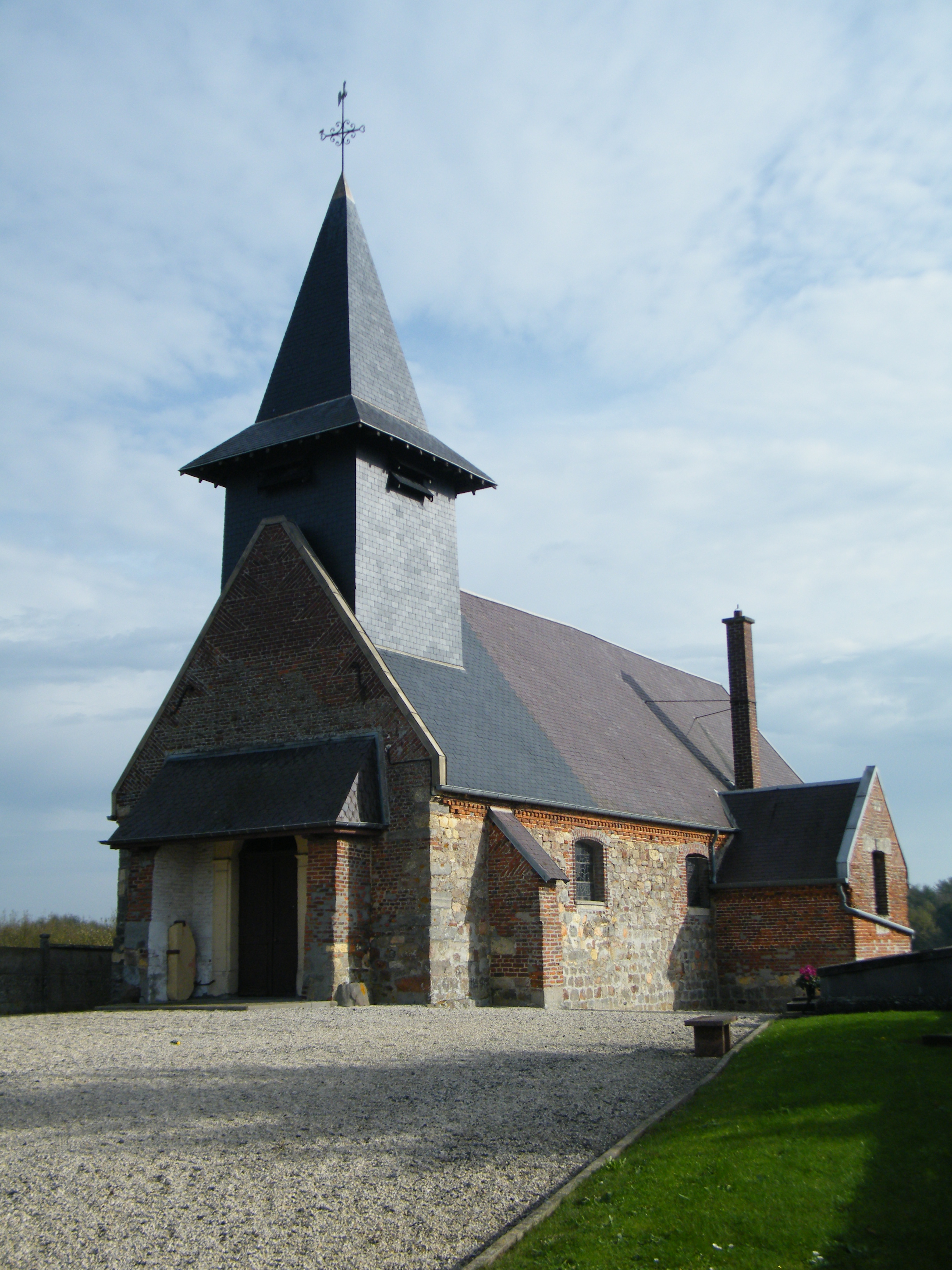
església

El 2007 hi havia 345 habitatges, 316 eren l'habitatge principal de la família, 3 eren segones residències i 26 estaven desocupats. 320 eren cases i 16 eren apartaments. Dels 316 habitatges principals, 238 estaven ocupats pels seus propietaris, 67 estaven llogats i ocupats pels llogaters i 11 estaven cedits a títol gratuït; 9 tenien una cambra, 6 en tenien dues, 43 en tenien tres, 89 en tenien quatre i 169 en tenien cinc o més. 235 habitatges disposaven pel capbaix d'una plaça de pàrquing. A 146 habitatges hi havia un automòbil i a 125 n'hi havia dos o més.

### Piràmide de població

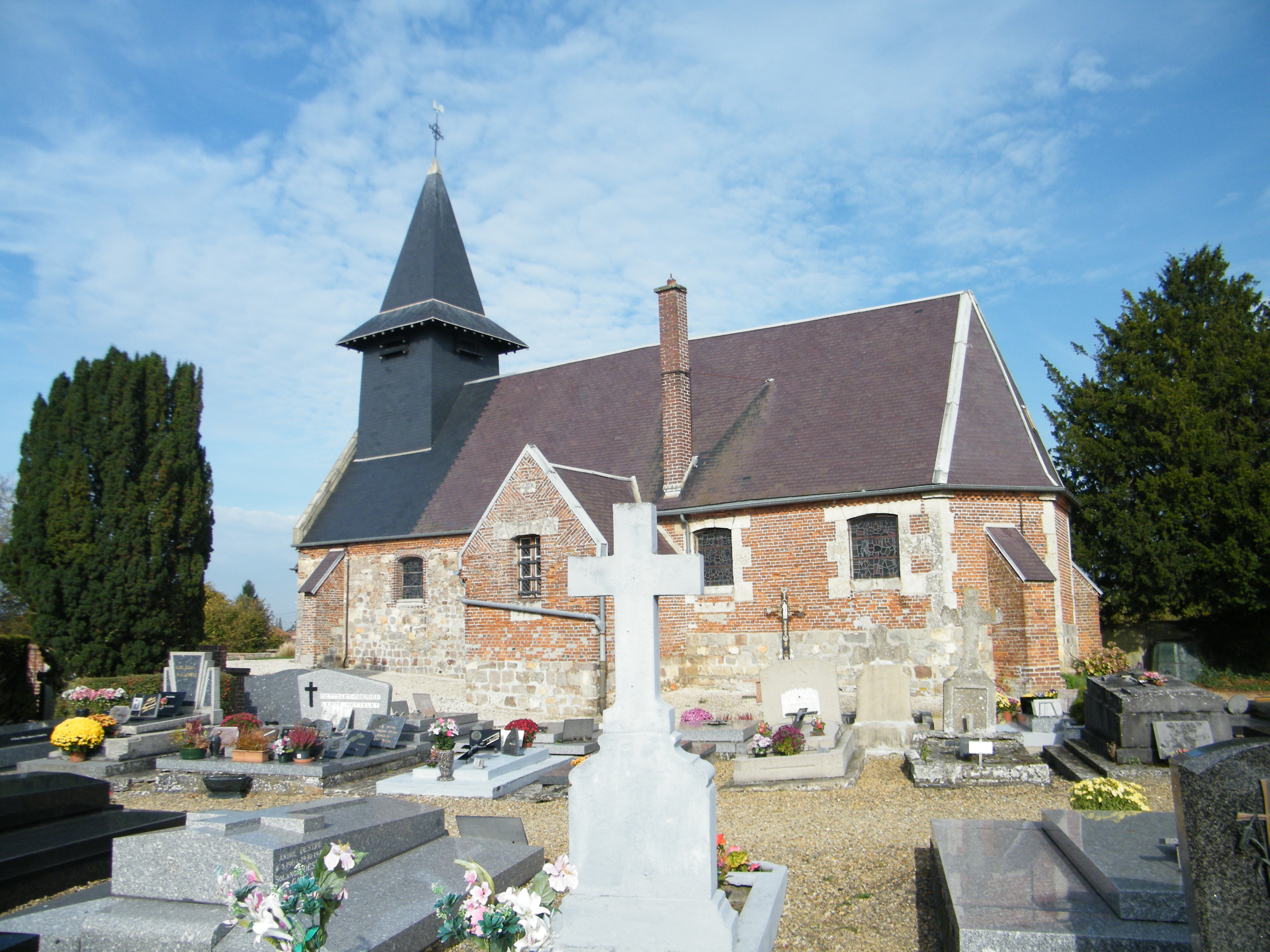

La piràmide de població per edats i sexe el 2009 era:
| Homes | Edats   | Dones |
| ----- | ------- | ----- |
| 0     | 95 o +  | 0     |
| 0     | 90 a 94 | 8     |
| 8     | 85 a 89 | 12    |
| 0     | 80 a 84 | 0     |
| 8     | 75 a 79 | 12    |
| 28    | 70 a 74 | 24    |
| 16    | 65 a 69 | 28    |
| 16    | 60 a 64 | 16    |
| 12    | 55 a 59 | 8     |
| 28    | 50 a 54 | 44    |
| 32    | 45 a 49 | 12    |
| 40    | 40 a 44 | 28    |
| 12    | 35 a 39 | 32    |
| 32    | 30 a 34 | 20    |
| 32    | 25 a 29 | 40    |
| 32    | 20 a 24 | 12    |
| 28    | 15 a 19 | 36    |
| 28    | 10 a 14 | 32    |
| 16    | 5 a 9   | 8     |
| 24    | 0 a 4   | 20    |

## Economia

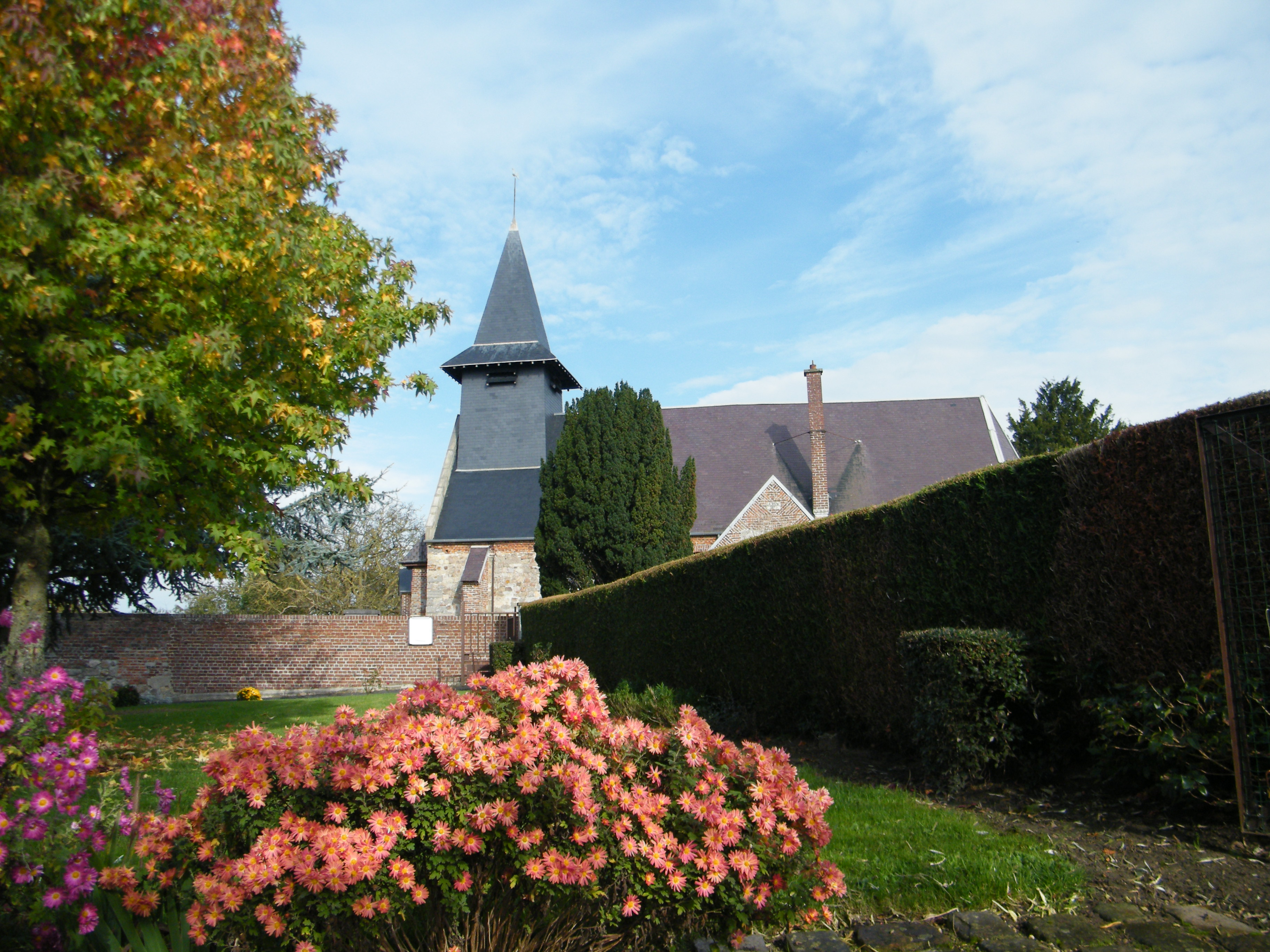

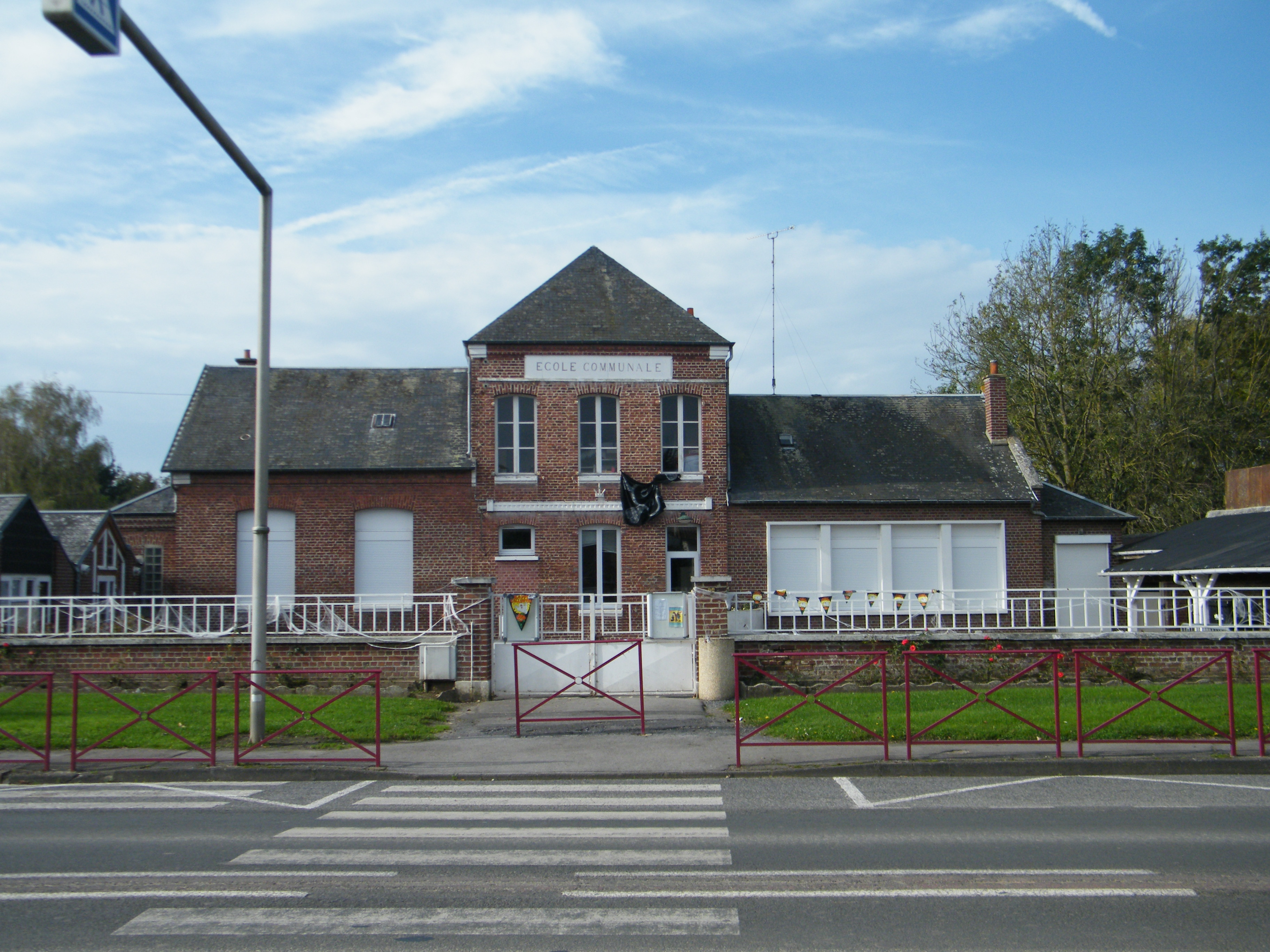

El 2007 la població en edat de treballar era de 498 persones, 360 eren actives i 138 eren inactives. De les 360 persones actives 328 estaven ocupades (190 homes i 138 dones) i 32 estaven aturades (15 homes i 17 dones). De les 138 persones inactives 31 estaven jubilades, 41 estaven estudiant i 66 estaven classificades com a «altres inactius».

### Ingressos
El 2009 a Muille-Villette hi havia 329 unitats fiscals que integraven 830,5 persones, la mediana anual d'ingressos fiscals per persona era de 15.989 €.

### Activitats econòmiques
Dels 52 establiments que hi havia el 2007, 2 eren d'empreses de fabricació d'altres productes industrials, 10 d'empreses de construcció, 19 d'empreses de comerç i reparació d'automòbils, 6 d'empreses de transport, 3 d'empreses d'hostatgeria i restauració, 2 d'empreses financeres, 1 d'una empresa immobiliària, 1 d'una empresa de serveis, 4 d'entitats de l'administració pública i 4 d'empreses classificades com a «altres activitats de serveis».
Dels 16 establiments de servei als particulars que hi havia el 2009, 4 eren tallers de reparació d'automòbils i de material agrícola, 3 paletes, 2 fusteries, 2 lampisteries, 2 empreses de construcció, 1 perruqueria, 1 restaurant i 1 tintoreria.

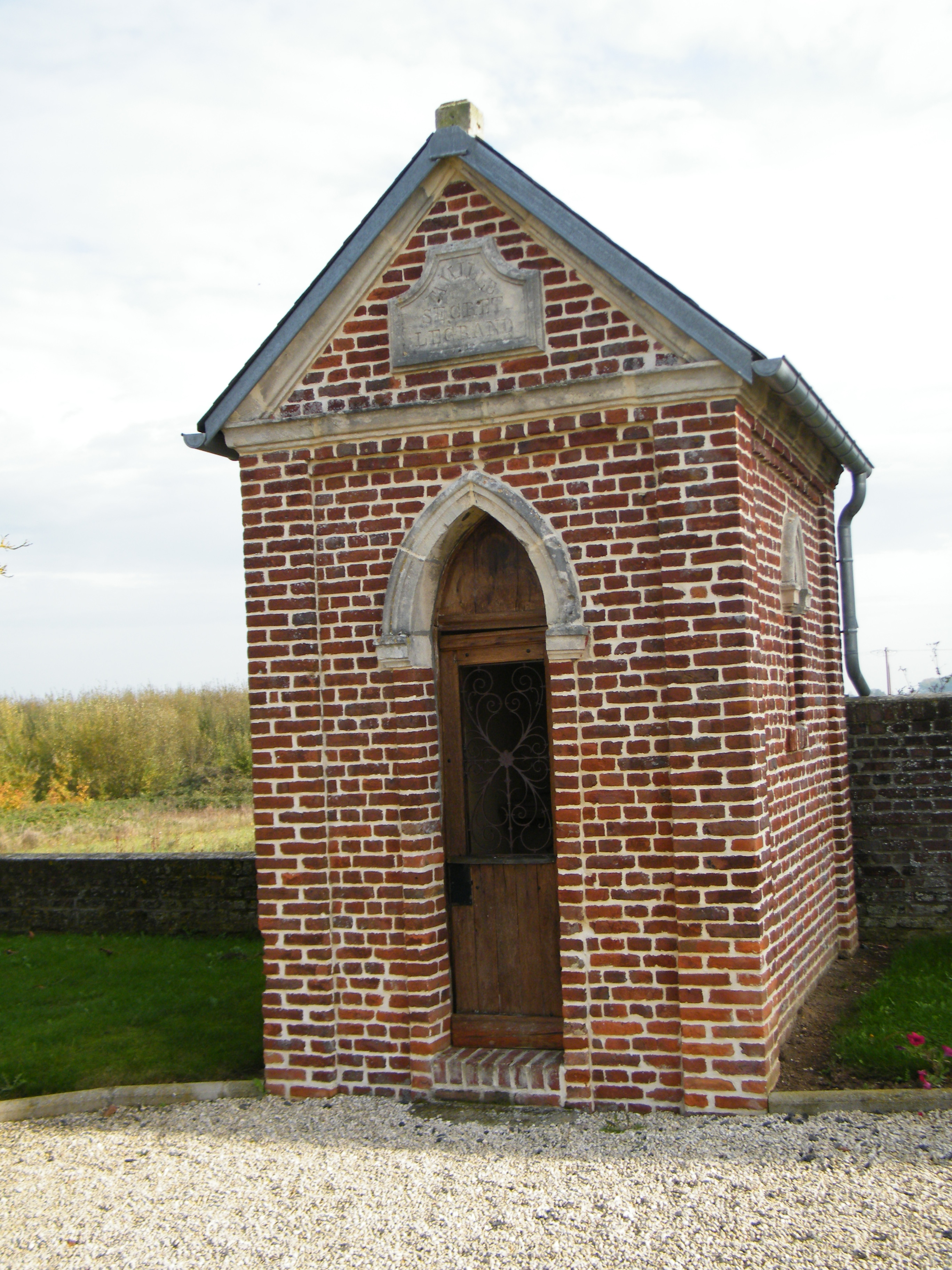

Dels 9 establiments comercials que hi havia el 2009, 2 eren supermercats, 2 grans superfícies de material de bricolatge, 1 una botiga de menys de 120 m², 1 una fleca, 1 una llibreria, 1 una botiga d'equipament de la llar i 1 una botiga de material de revestiment de parets i terra.
L'any 2000 a Muille-Villette hi havia 4 explotacions agrícoles.

## Equipaments sanitaris i escolars
El 2009 hi havia una escola elemental.

## Poblacions més properes

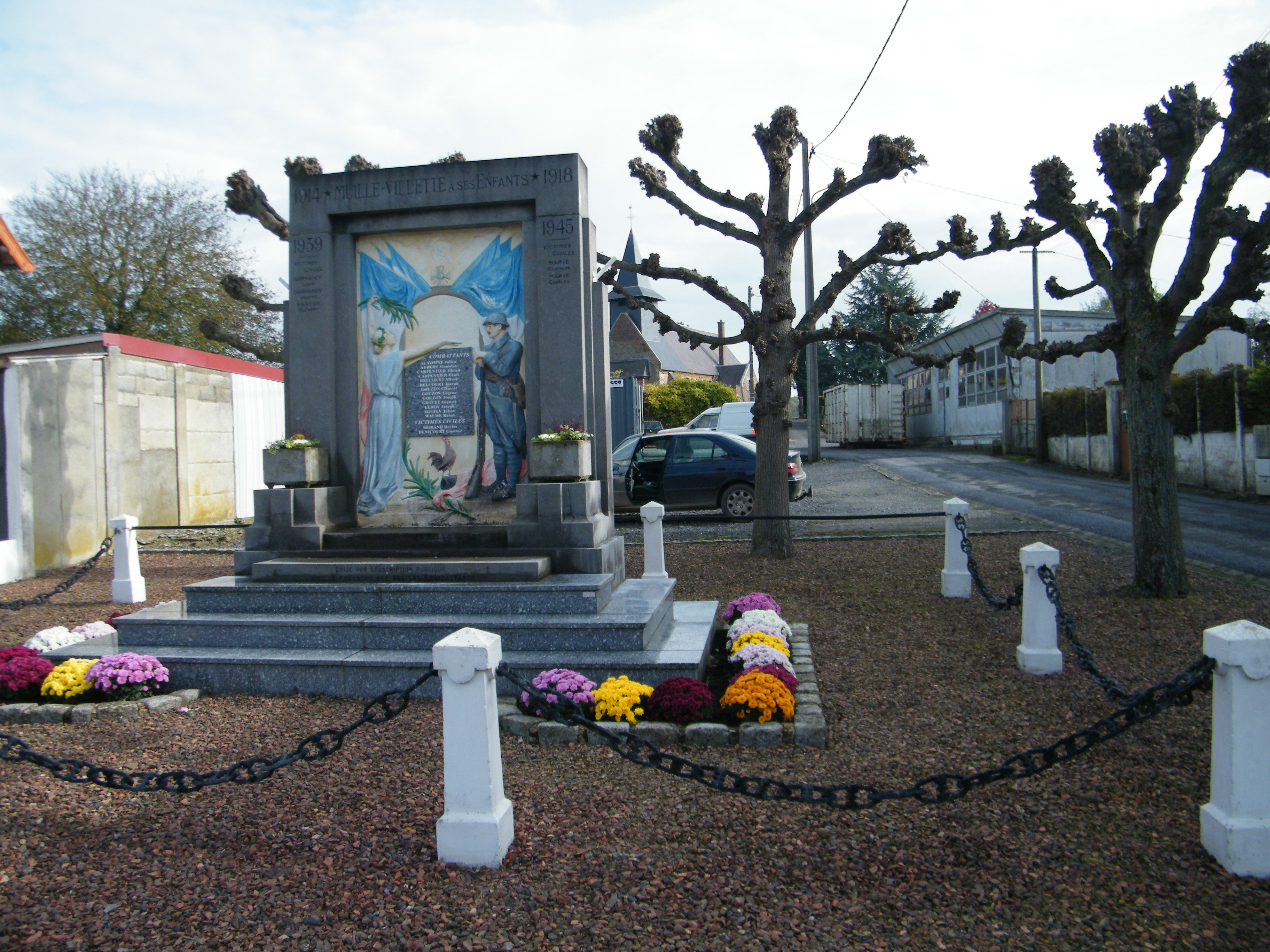

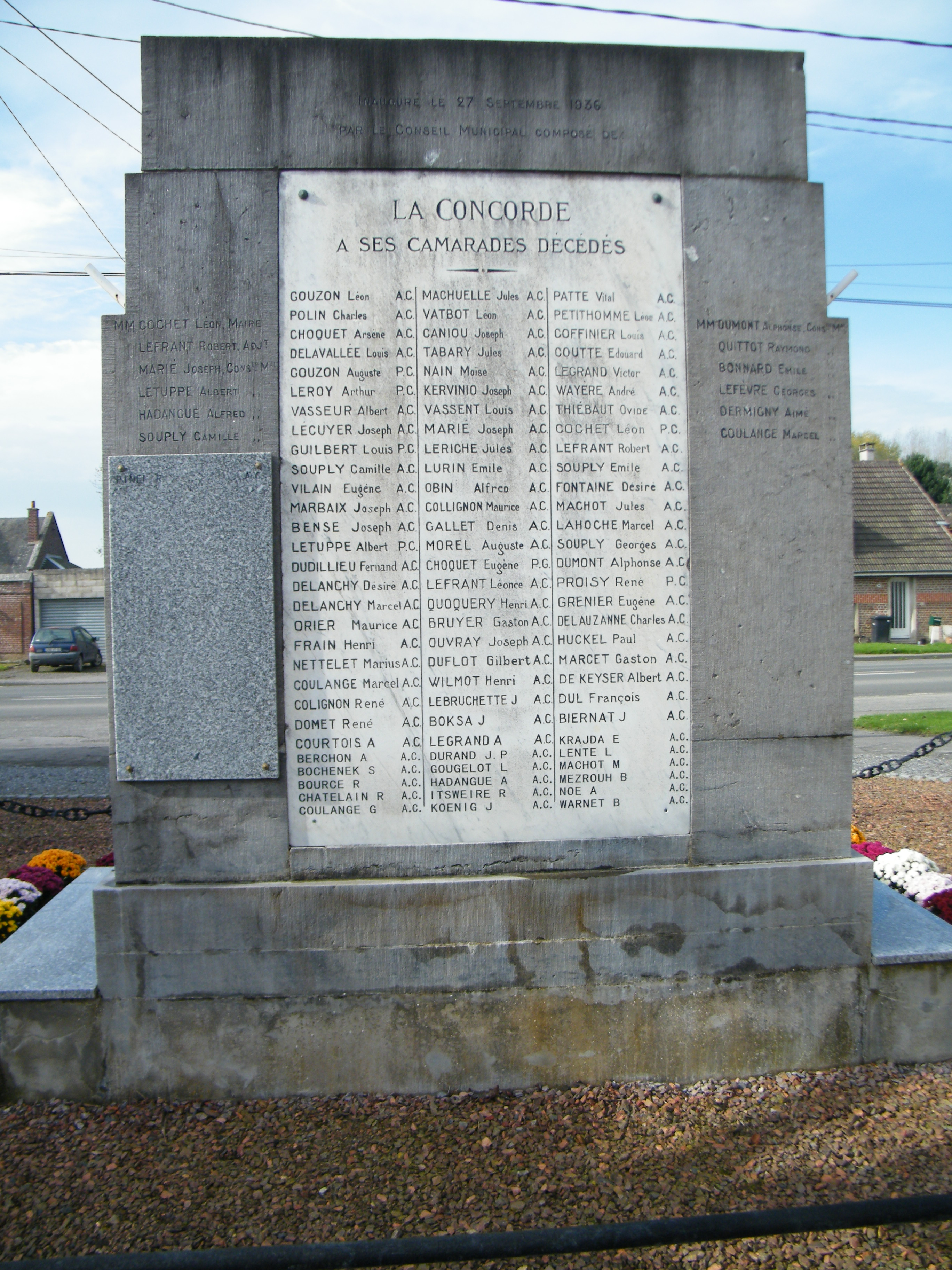

El següent diagrama mostra les poblacions més properes.